# 博利博基
50°9′20″N 36°3′50″E / 50.15556°N 36.06389°E
博利博基（烏克蘭語：Болибоки）是位於烏克蘭東部的村莊，由哈爾科夫州哈爾科夫區的德爾哈奇市鎮負責管轄。該村始建於1680年，面積0.14平方公里，海拔高度147米，2001年人口26，人口密度每平方公里191.2人。